# Władysław Goral
Władysław Goral (ur. 1 maja 1898 w Stoczku, zm. w lutym 1945 w Sachsenhausen) – polski duchowny rzymskokatolicki, biskup pomocniczy lubelski w latach 1938–1945, błogosławiony Kościoła katolickiego.

## Życiorys
Po ukończeniu szkoły powszechnej w Nasutowie kształcił się w gimnazjach w Lubartowie i Lublinie. W 1916 wstąpił do Lubelskiego Seminarium Duchownego. Po czterech latach tam spędzonych wyjechał do Rzymu, gdzie studiował filozofię. 18 grudnia 1920 przyjął święcenia kapłańskie. W 1926 powrócił do Lublina i rozpoczął pracę jako profesor w seminarium. 10 sierpnia 1938 został mianowany biskupem pomocniczym lubelskim i biskupem tytularnym Maloe in Isauria. Sakrę biskupią przyjął 9 października 1938.
Działał w towarzystwach naukowych i organizacjach społecznych, był prezesem Związku Kapłanów „Unitas”. Z jego inicjatywy powstał w Lublinie dom dla księży emerytów. Jego pasją była praca duszpasterska oraz oświatowo-wychowawcza podejmowana na rzecz robotników. Z myślą o formowaniu tych środowisk w duchu katolickiej tradycji tworzył lub współtworzył szereg organizacji chrześcijańskich takich jak Chrześcijańskie Zjednoczenie Zawodowe RP, Chrześcijański Uniwersytet Robotniczy czy Lubelskie Towarzystwo Dobroczynności.
W południe 17 listopada 1939 w budynku kurii Gestapo aresztowało biskupa, kanclerza kurii i wszystkich innych duchownych w ramach niemieckiej akcji eliminacji polskiej inteligencji pod nazwą Sonderaktion Lublin. Podobny los spotkał trzech profesorów z seminarium duchownego oraz dwóch wikariuszy z katedry. Całą grupę (13 księży) przewieziono do ciężkiego więzienia Gestapo na zamku w Lublinie. 27 listopada stanęli przed sądem. Skazano ich na śmierć. Później wyrok zamieniono na dożywotnie więzienie. 4 grudnia 1940 znaleźli się w niemieckim obozie koncentracyjnym Sachsenhausen (KL).
Biskup Goral po przybyciu do Sachsenhausen został osadzony w pojedynczej celi betonowej w specjalnej części obozu. Oznaczony numerem 5605, a od 1943 – 13981, pozostał do końca, tj. do wiosny 1945, w celi 11 skazany na torturę zupełnej samotności, pozbawiony towarzystwa innych więźniów, możliwości przyjmowania sakramentów czy korzystania z lektury innej niż hitlerowskie gazety. 
Miejsce i okoliczności jego śmierci pozostają nieznane. Henryk A. Cioczek przyjmuje, że miało to miejsce prawdopodobnie wiosną 1945 roku. Zofia Leszczyńska podaje, że chorego biskupa przewieziono w grudniu 1944 roku do Berlina, gdzie został zabity zastrzykiem. W 2022 roku Paweł Woźniak odnalazł notatkę palacza z KL Sachsenhausen, w której wzmiankowano przeniesienie biskupa Gorala do KL Ravensbrück. 

## Upamiętnienie
16 kwietnia 1949 na wniosek Zarządu Głównego Polskiego Związku b. Więźniów Politycznych Hitlerowskich Więzień i Obozów Koncentracyjnych „za zasługi położone na polu organizacji Ruchu Oporu w obozach i pomocy współwięźniom” został pośmiertnie odznaczony Krzyżem Komandorskim z Gwiazdą Orderu Odrodzenia Polski.
13 czerwca 1999 w Warszawie papież Jan Paweł II wyniósł do chwały ołtarzy 108 błogosławionych męczenników z lat II wojny światowej. Jednym z nich był biskup Władysław Goral. Szczególnym miejscem kultu bł. biskupa Władysława jest archikatedra oraz parafia pod jego wezwaniem, erygowana w Lublinie 19 kwietnia 2004.
W Muzeum Archidiecezji Warszawskiej, w 80 rocznicę aresztowania bł. bp. Władysława Gorala oraz w 20 rocznicę jego beatyfikacji, była prezentowana wystawa LUX IN TENEBRIS LUCET. Męczeństwo biskupa Władysława Gorala (25 października 2019 – 24 listopada 2019). Wystawę tę można było też obejrzeć w Instytucie Pamięci Narodowej Oddział w Lublinie (1–17 lutego 2020).